# Collezione privata Gasparri

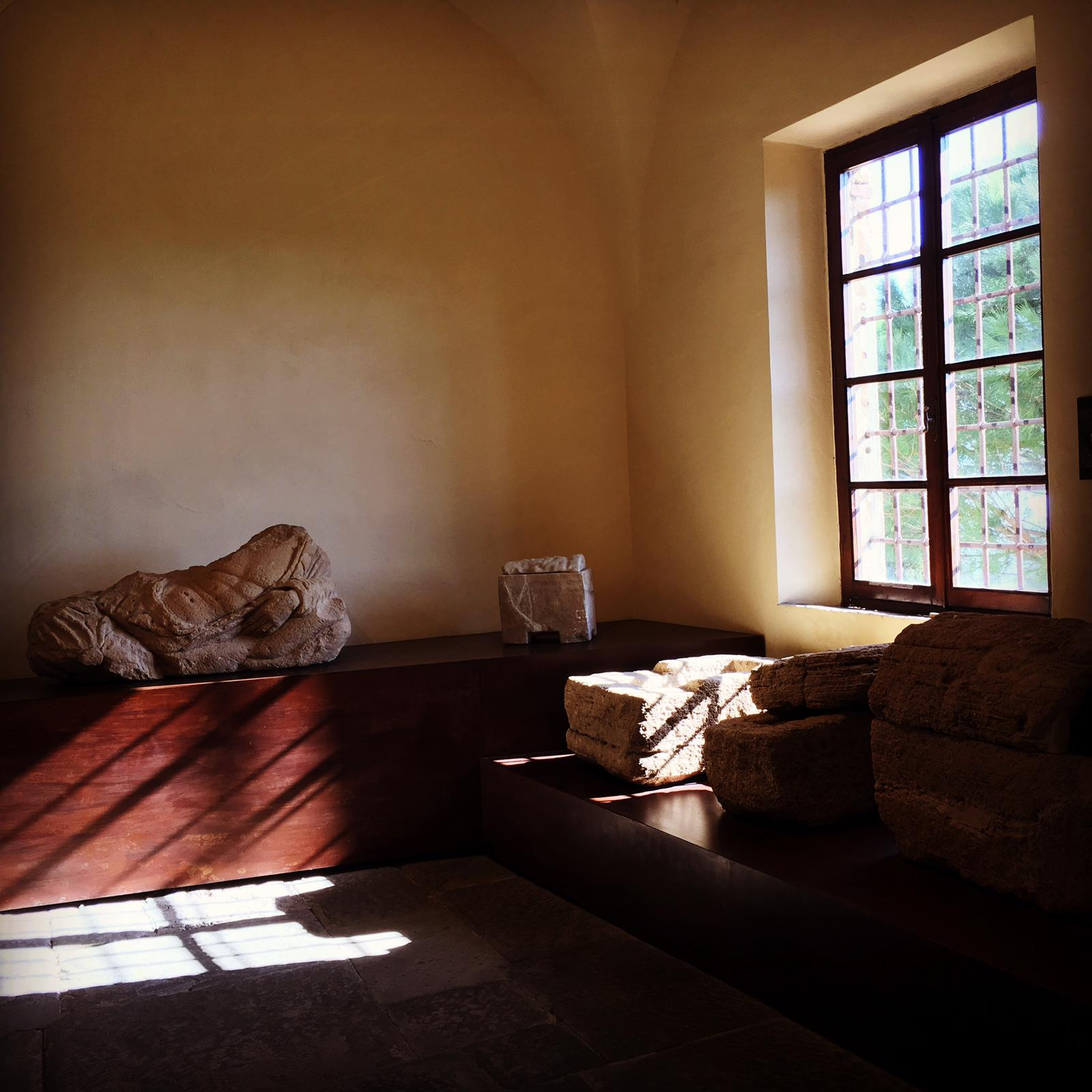
I reperti della Collezione

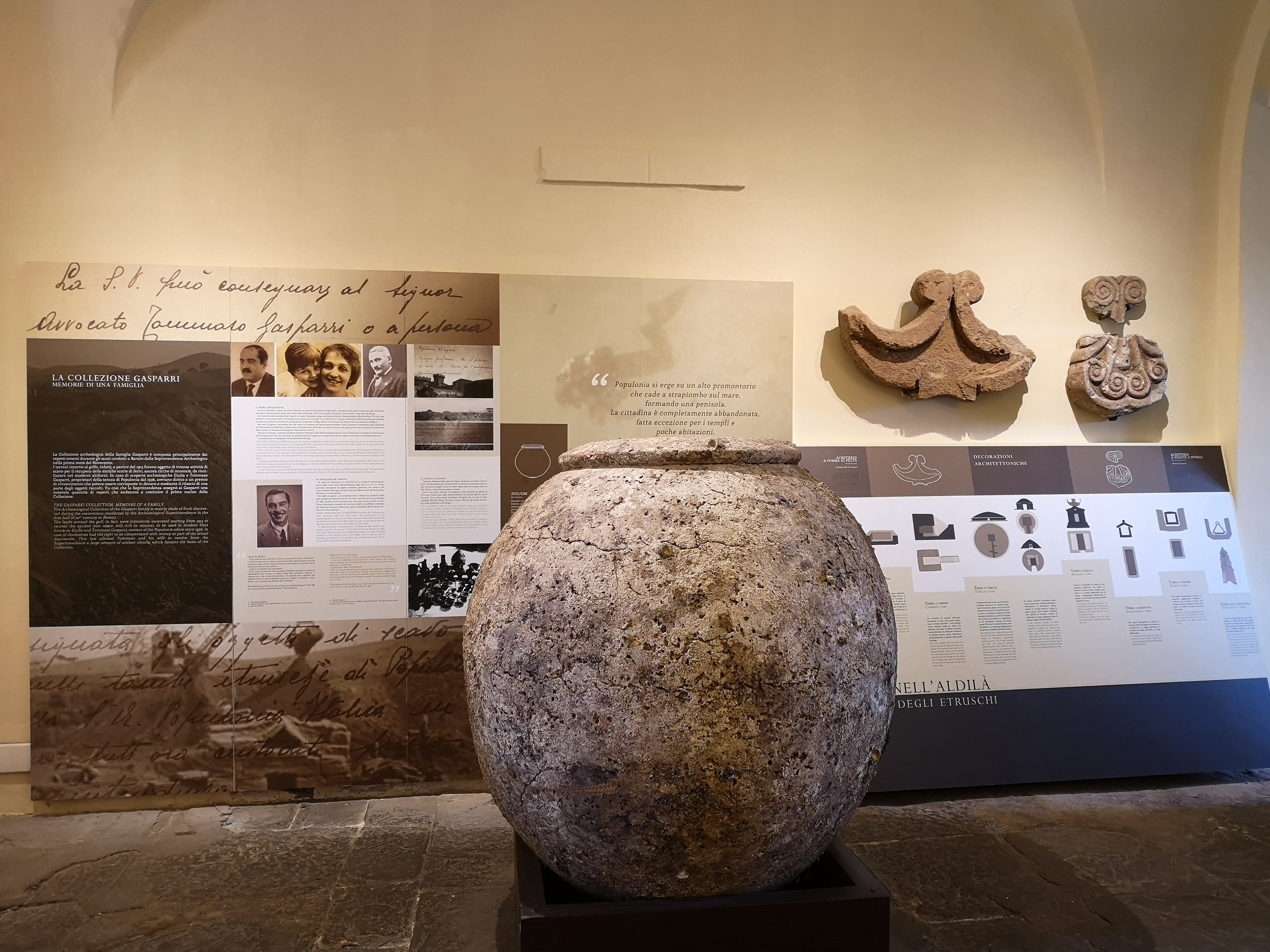
L'ingresso del museo con il grande dolio romano

Il Museo etrusco di Populonia - Collezione Gasparri raccoglie i reperti archeologici della collezione privata della famiglia Gasparri, proprietaria dei terreni di Baratti e Populonia, dove nella prima metà del Novecento sono state riportate alla luce le necropoli etrusche. Il museo ha sede all'interno del Castello di Populonia, piccolo borgo del comune di Piombino, in provincia di Livorno. 

## Storia
Il Museo etrusco di Populonia è la più antica istituzione museale della Val di Cornia, aperta nel 1943 per volontà di Giulia e Tommaso Gasparri: il primo nucleo della collezione era costituito dai reperti che furono assegnati dalla "Soprintendenza alle Antichità d’Etruria" alla famiglia Gasparri come premio di rinvenimento (pari a un quarto del valore dei ritrovamenti) a seguito delle scoperte archeologiche avvenute nei terreni di loro proprietà. 
La collezione è stata ampliata nel corso degli anni Cinquanta e Sessanta con l'aggiunta di reperti provenienti dagli scavi governativi effettuati nelle necropoli e di altri oggetti rinvenuti fuori dal loro contesto originario nei campi e nel mare di Baratti. Nel 1985, il museo fu rinnovato in occasione delle celebrazioni per l’"Anno degli Etruschi" e poi trasferito tre anni dopo negli spazi dell'ex frantoio del Castello di Populonia, dove ha sede tuttora.
Dopo un attento studio, nel 2015 il Museo ha subito un completo riallestimento, all'insegna di contemporanei criteri espositivi, museografici e di accessibilità. Nel nuovo percorso espositivo, i reperti provenienti dalla medesima tomba o dal medesimo contesto archeologico si riuniscono per permettere di ripercorrere appieno la storia del popolo etrusco di Populonia attraverso i resti della loro cultura materiale, ossia gli oggetti della vita quotidiana.
Dal 2019 il museo è sotto la gestione del gruppo Past in Progress, che con l’obiettivo di valorizzare il patrimonio storico-archeologico e il paesaggio nel quale è inserito, attraverso progetti di sviluppo del turismo culturale attenti alla sostenibilità ambientale, economica e sociale della comunità e del territorio, gestisce anche l'Area archeologica di Poggio del Molino e i Musei di Scarlino.

## Descrizione
Le sale del Museo ospitano reperti provenienti dagli scavi programmatici e non nella zona delle necropoli, da ricerche occasionali sul territorio e dalle attività di archeologia subacquea.

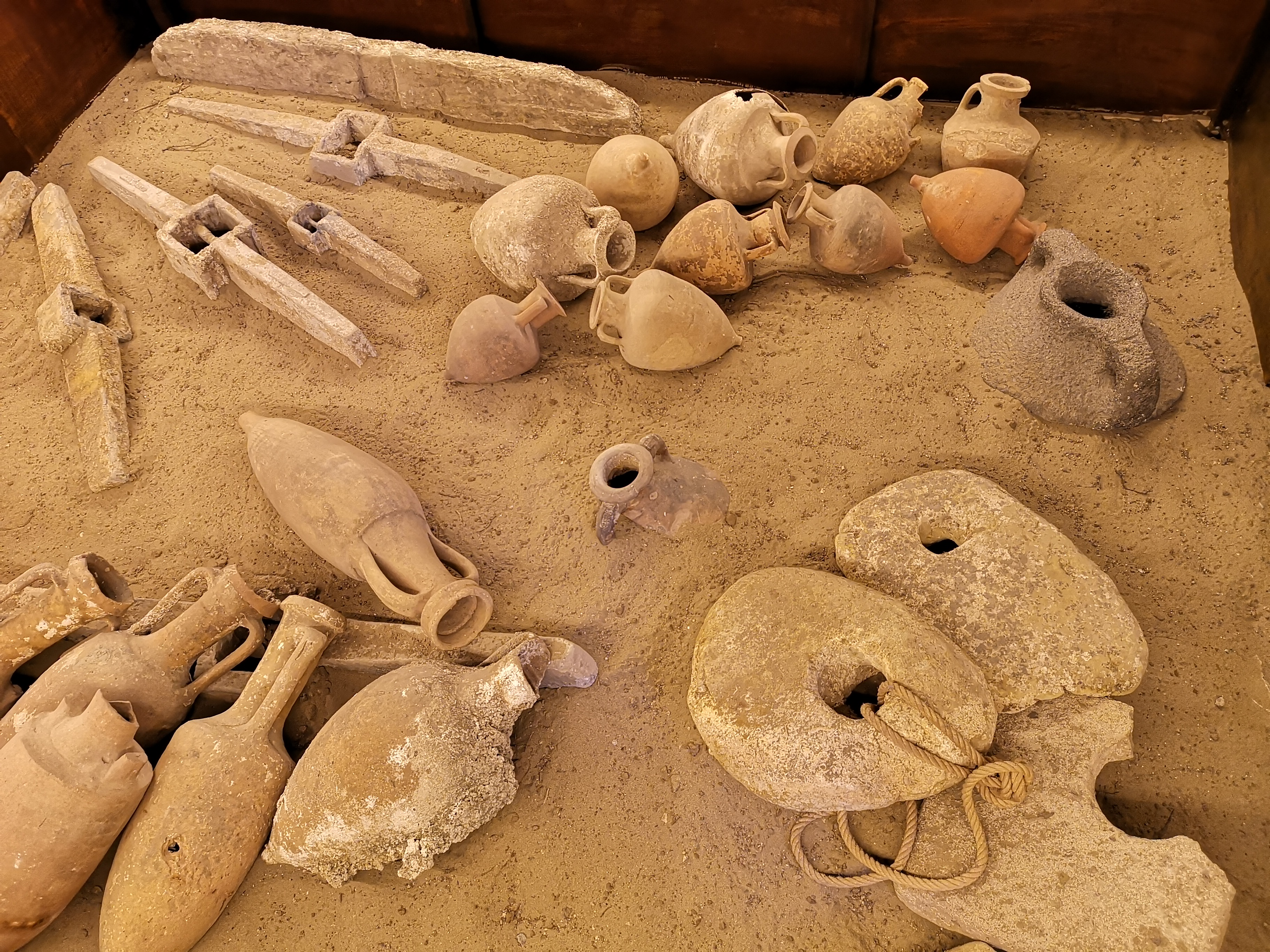
Le anfore e le ancore dal golfo di Baratti

All'ingresso, accanto ad un maestoso dolio, un grande pannello racconta la storia del Museo e della Collezione di proprietà della famiglia Gasparri, mentre un’ampia carta illustra i luoghi citati nel percorso di visita. Le vetrine della prima sala custodiscono i corredi funerari di alcune tombe etrusche oggi visibili nel Parco Archeologico di Baratti e di altre emerse nel corso di scavi minerari. Il percorso prosegue con una raccolta di reperti archeologici che furono rinvenuti in occasione dei lavori di sistemazione urbanistica in località Villini: essi offrono lo spunto per raccontare la storia del Golfo di Baratti, caratterizzata sin dagli inizi del Novecento da turismo balneare e culturale, tra archeologia e territorio.
Nella Sala del Mare, grazie ad un allestimento ricostruttivo e suggestivo, emerge lo stretto legame della città etrusca di Populonia con il Mediterraneo: anfore etrusche e romane, ancore in pietra e in piombo, una macina in pietra lavica testimoniano la vita del porto, il mondo dei commerci e dell'antica marineria. Sono presenti anfore databili tra il V secolo a.C. e il II-III secolo d.C., di produzione magno-greca, greco-italica, massaliota (di Marsiglia), brindisina, campano-laziale, betica (dalla Spagna), utilizzate per il trasporto di derrate alimentari, vino, olio e salsa di pesce. I ceppi di ancore romane in piombo (I secolo a.C. - I secolo d.C.) servirono a bloccare le reti da pesca per la cattura dei tonni (come dimostra il rinvenimento a disposizione allineata sul fondale): ciò conferma la presenza di un’antica tonnara nei pressi di Populonia, così come indicato dal geografo greco Strabone.
L'ultimo spazio espositivo mantiene volutamente il gusto antiquario originale del Museo, con oggetti provenienti dal mondo dell'archeologia funeraria - quali cippi di varie tipologie, sarcofagi e una tomba “alla cappuccina” - raccolti al di fuori del loro contesto originario, che vengono qui disposti secondo criterio cronologico e raggruppamento per funzione e tipologia. Tra gli oggetti più significativi e interessanti troviamo un coperchio di sarcofago scolpito ritraente il defunto, la raffigurazione di una testa maschile in pietra vulcanica, ornamenti e suppellettili di bronzo, vasi di produzione etrusca e ceramica importata da tutto il bacino del Mediterraneo. Particolare interesse merita il sarcofago, rinvenuto a Poggio Malassarto: è infatti l’unico esemplare di sarcofago con coperchio scolpito proveniente dalle vaste necropoli di Populonia. La scultura, realizzata in pietra locale (riolite), ricalca lo schema tradizionale dei sarcofagi etruschi di fine IV - inizi III secolo a.C.; vi è ritratta una figura maschile semisdraiata sul letto del banchetto, vestita di un mantello che copre la parte inferiore del corpo lasciando scoperti ventre e dorso. 
La collezione è dotata anche di supporti multimediali che illustrano la storia e le attività umane sul territorio.

## Reperti
Varcando la soglia del Museo etrusco di Populonia, salta subito agli occhi la presenza del grande dolio romano (I secolo d.C.), rinvenuto sul fondale marino a tre miglia di distanza da Punta del Semaforo, a est di Piombino. Questo enorme contenitore in terracotta (con i suoi 6 metri di circonferenza per quasi 2 metri di altezza ha una capienza di circa 3100 litri) era usato per il trasporto, lo stoccaggio e la conservazione di derrate alimentari e liquidi (legumi, cereali, olio, vino).

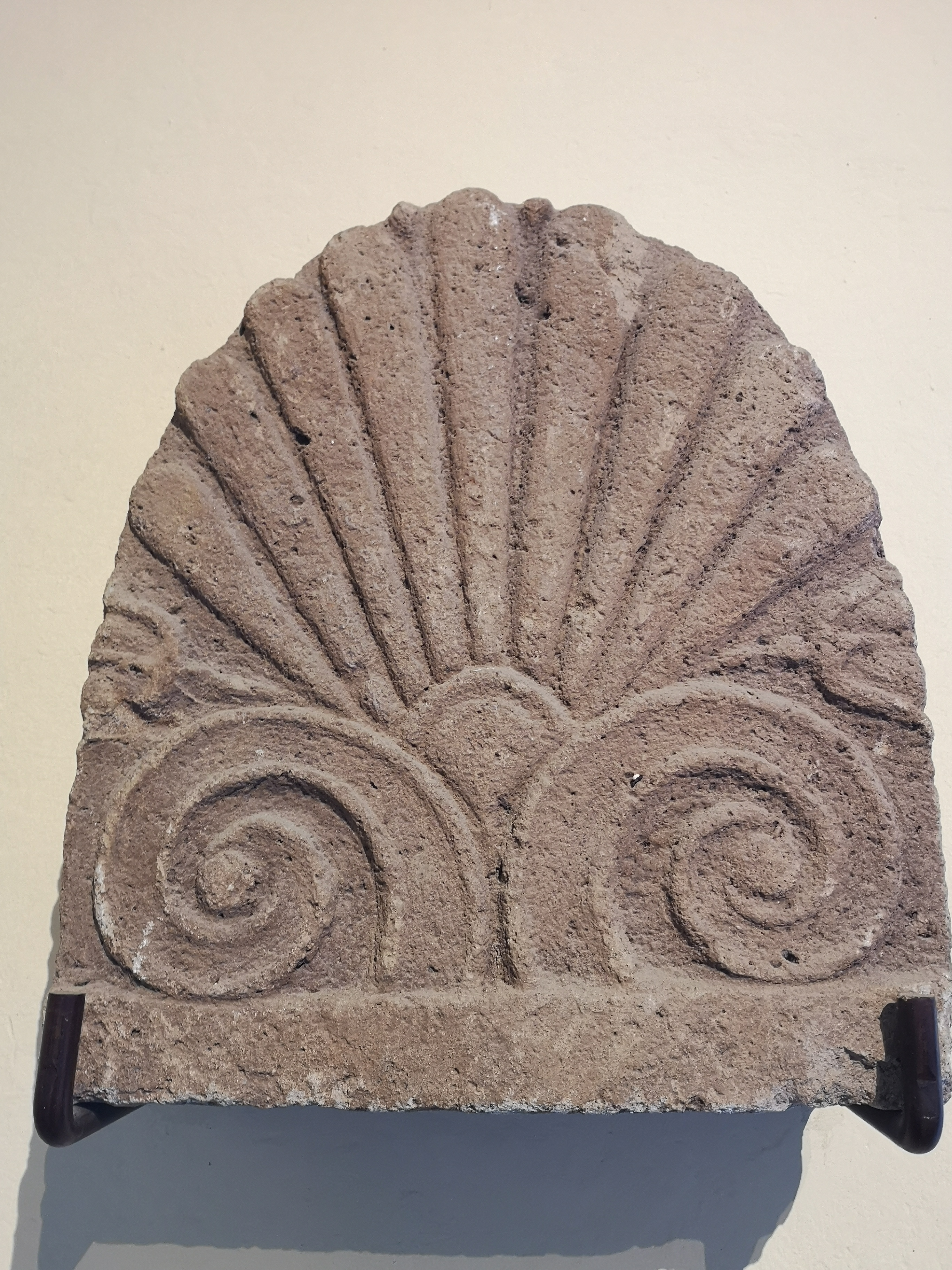
Il bassorilievo della palmetta da Poggio della Porcareccia

Simbolo del museo è il bassorilievo di una palmetta, che doveva fungere da coronamento di una stele funeraria proveniente dalla necropoli di Poggio della Porcareccia. Scolpita a bassorilievo su pietra locale, la palmetta si apre fra due ampie volute con due boccioli simmetrici sui lati. Lo stile della decorazione, di derivazione greca, testimonia le influenze dell’arte ellenica nel mondo etrusco e permette di datare la stele al IV secolo a.C.
Proveniente dalla cd. "tomba del Balsamario a testa di guerriero" e datata agli inizi del VI secolo a.C., desta grande interesse una grattugia in bronzo, esposta tra i numerosi reperti metallici provenienti dalle necropoli di Populonia. Era un oggetto caratteristico del simposio, utilizzato per grattugiare formaggio e spezie da mescolare con il vino. Come parte dei corredi funerari, la grattugia e gli altri oggetti propri del simposio, come crateri, coppe e colini in bronzo, erano simbolo dell’appartenenza del defunto alla classe aristocratica.
Ad attrarre il visitatore sono sicuramente le riproduzioni di parti anatomiche del corpo umano: sono offerte votive, donate alle divinità affinché potessero guarire dolori o malattie che interessavano la parte del corpo rappresentata, oppure per ringraziarle dell’avvenuta guarigione. Si possono riconoscere due piedi e un elemento conico in terracotta, probabile riproduzione di un fallo, oltre ad alcune pietre sferoidali che potrebbero rappresentare i reni o specifiche affezioni come i calcoli. Tra i numerosi vasi e reperti esposti nelle vetrine del museo, si trova anche una coppetta, della fine del IV secolo a.C., decorata con una civetta in mezzo a rami di ulivo. Entrambi sono i simboli sacri della dea Atena, chiamata per l’appunto glaucopide, ossia “dagli occhi di civetta”: capace di vedere nell’oscurità, la civetta rappresenta allegoricamente la ragione e la sapienza, virtù caratteristiche della dea. 
La testa maschile scolpita fungeva forse da segnacolo funerario, dato che è stata recuperata nella necropoli costiera di Buca delle Fate. La scultura, che presenta tratti di ispirazione arcaica, risale probabilmente alla fine del IV – inizi del III secolo a.C. ed è stata realizzata, come il coperchio del sarcofago, in riolite (la pietra vulcanica locale), forse proprio da scalpellini attivi in quest’epoca nelle botteghe di Populonia.
Un altare con iscrizione etrusca, infine, racchiude un notevole valore storico nonostante le sue ridotte dimensioni. Rinvenuto nella necropoli di San Cerbone e databile agli inizi del V secolo a.C., anche se la porosità della riolite rende difficile la lettura dell’epigrafe è possibile affermare che esso aveva certamente una funzione rituale e veniva impiegato per sacrifici alle divinità, consistenti in libagioni e offerte di animali e di vegetali, durante celebrazioni di carattere pubblico o privato.